# Belső mag

A Föld öves felépítése

A belső mag a Föld legbelsőbb, mintegy 1200 km sugarú része. 
A földmag két részét (külső folyékony és belső szilárd öv) 1936-ban fedezte fel Inge Lehmann dán szeizmológus, a földrengéshullámok terjedését figyelve a Föld belsejében. Az őáltala felfedezett felületet, mely a két övet elválasztja mintegy 5000 km mélyen, Lehmann-felületnek nevezik. 
A meteoritok és azokat alkotó kémiai elemek fizikai és vegyi tulajdonságainak tanulmányozásából azt feltételezik, hogy a belső magot elsősorban vas és nikkel alkotja.
A belső magban uralkodó környezeti viszonyokról csak hipotézisek léteznek. Feltételezik, hogy a hőmérséklet 5000-7000 °C között alakul, míg a nyomás 330-360 GPa értékek között. A szilárd halmazállapotot azzal magyarázzák, hogy ilyen extrém nyomásviszonyok mellett a vas olvadáspontja rendkívül megnő.